# Kathina
Kathina es un género de foraminífero bentónico de la subfamilia Rotaliinae, de la familia Rotaliidae, de la superfamilia Rotalioidea, del suborden Rotaliina y del orden Rotaliida. Su especie tipo es Kathina delseata. Su rango cronoestratigráfico abarca desde el Cretácico superior hasta el Paleoceno.

## Clasificación
Kathina incluye a las siguientes especies:
- Kathina dammamensis †
- Kathina delseata †
- Kathina jamaicensis †
- Kathina major †
- Kathina nammalensis †
- Kathina pernavuti †
- Kathina selveri †
- Kathina subsphaerica †